# Strix
Strix је род птица из породице правих сова. То су птице средње величине и снажно грађене. Немају ушне праменове, а већина врста из рода су ноћне шумске птице и храни се ситним сисарима, другим птицама и гмизавцима.
Већина сова из овог рода нема уши и то је оно по чему се овај род разликује од осталих. Због ове особине их често називају безухе сове.
Иако је род детаљно описан још 1758. године од стране Линеа, многи аутори су их крајем 19. века грешком сврставали у други род, на пример Tyto.

## Систематика
- Шумска сова
- Синајска шумска сова[2]
- Пустињска шумска сова[3][2]
- Лапонска сова
- Пегава сова
- Пепељастосива сова
- Дугорепа сова
- Пругаста сова
- Шарена сова

### Фосили[4]
- (рани миоцен, Јужна Дакота, САД)
- Strix sp. (касни миоцен, Небраска, САД)
- Strix sp. (касни плиоцен, Пољска)[5]
- (рани - средњи плеистоцен, Европа)
- (касни плеистоцен, Северна Америка)
- Strix sp. (касни плеистоцен, САД)

### Изумрле врсте које су некада припадале роду
- – сада у Prosybris
- – сада у Intutula
- – сада у Alasio
- и  – сада у Tyto
- и